# Rue Hamal
La rue Hamal est une rue du centre historique de la ville de Liège (Belgique).

## Situation et accès
Cette rue commerçante longe le bâtiment de l'Opéra royal de Wallonie.
Le côté nord de la rue possède des commerces placés au rez-de-chaussée du complexe BNP Paribas Fortis tandis que tout le côté sud est occupé par les 17 travées de la façade latérale droite de l'Opéra royal de Wallonie. Cette rue d'une longueur d'environ 95 m et d'une largeur de 18 m (trottoirs et accès au parking compris) applique un sens unique de circulation automobile de la rue des Dominicains vers le boulevard de la Sauvenière.
Voies adjacentes
- Place de l'Opéra
- Boulevard de la Sauvenière
- Rue des Dominicains
- Place Xavier Neujean

## Odonymie
La rue rend hommage à Jean-Noël Hamal (1709-1778), compositeur liégeois.

## Historique
Cette rue est créée simultanément au théâtre royal de Liège qui deviendra l'Opéra royal de Wallonie. Elle est donc inaugurée en 1820. Au bout de la rue, le bras de la Sauvenière est complètement asséché en 1844, devenant le boulevard de la Sauvenière.